# 犹太锡安复国主义运动大事年表
这是16世纪以来，近现代锡安复国主义运动的历史大事年表。

## 第一届犹太复国主义者大会后
1897
在瑞士巴塞尔召开了第一届世界犹太复国主义者代表大会。大会呼吁“在巴勒斯坦为犹太民族建立一个有公共法律所保障的犹太人之家" , 大会还成立了世界锡安复国主义者协会。 (WZO).
1897
美国锡安复国主义者协会(ZOA)以Federation of American Zionists的名义成立。

1901
第五届犹太复国主义者代表大会成立犹太国民基金。（ Jewish National Fund）

1917年11月2日
英国政府发表《贝尔福宣言》，赞同犹太人“在巴勒斯坦建立一个犹太人民族家园”的目标。

## 《贝尔福宣言》之后
1917年12月
英军占领巴勒斯坦地区，奥斯曼帝国在一战中解体。
1947年11月29日
联合国通过巴勒斯坦分治方案，决定将巴勒斯坦地区分为犹太国和阿拉伯国。犹太人接受这一方案，阿拉伯人拒绝。
1947年
英国托管下的巴勒斯坦地区爆发内战。
1948年5月14日
以色列国宣布成立。

## 以色列国成立后
1948年5月15日
五个阿拉伯邻国入侵以色列，1948年阿以战争（以色列独立战争或第一次中东战争）爆发。
1949年1月7日
1948年第一次中东战争结束。
1956年10月29日- 1956年11月7日
埃及苏伊士运河危机之间，英国、法国和以色列结盟，和埃及作战。
1967年6月5日- 1967年6月10日
六日战争与埃及、约旦和叙利亚协助下部队从伊拉克,沙特阿拉伯、摩洛哥、阿尔及利亚、利比亚、突尼斯、苏丹和对以色列的巴勒斯坦解放组织。
1967年7月- 1970年8月7日
埃及和以色列之间的消耗战。
1973年10月4日- 10月25日
赎罪日战争，埃及、叙利亚、约旦和伊拉克VS以色列。
1975年
联合国大会通过3379号决议，将犹太复国主义和种族主义划等号。
1979年3月26日
埃及总统萨达特和以色列总理贝京共同签署《埃及-以色列和平条约》。
1982年6月- 1982年9月
1982年黎巴嫩战争，以色列VS叙利亚和黎巴嫩。
1991年
GA联合国通过4686号决议撤销了3379号决议。
1993年8月20日
《奥斯陆协议》签订阿巴斯的巴勒斯坦解放组织,以色列外长佩雷斯,美国国务卿沃伦·克里斯托弗和俄罗斯外交部长安德烈。科济列夫。
1994年10月26日
约旦侯赛因国王和以色列总理拉宾签署以色列约旦和平条约。
1995年11月4日
以色列总理拉宾遇刺。
2006年7月12日- 2006年8月14日
      2006年以黎战争。

## 资料来源
- Resources > Timelines （页面存档备份，存于） The Jewish History Resource Center, Project of the Dinur Center for Research in Jewish History, The Hebrew University of Jerusalem
- A Timeline of Zionism, Modern Israel and the Conflict （页面存档备份，存于）